# Whatever (chanson d'Oasis)
Pour les articles homonymes, voir Whatever.
Singles de Oasis
Cigarettes and Alcohol
(1994) Some Might Say
(1995)
Whatever est un single du groupe de britpop anglais Oasis, écrit par le guitariste et compositeur du groupe Noel Gallagher. Il est sorti le 18 décembre 1994 en tant que single stand-alone (single hors album) entre le premier album du groupe, Definitely Maybe, et leur second, (What's the Story) Morning Glory?. Whatever a culminé à la 3e position dans les charts britanniques, faisant entrer Oasis pour la première fois dans le top 5, ce qui se reproduira dix-neuf fois avec leurs singles suivants. Whatever est resté au total cent treize semaines dans les charts britanniques, plus que tout autre single du groupe à ce jour. La chanson a été classée 57e meilleure chanson britannique de tous les temps par XFM en 2010.

## Composition
Les cordes ont été jouées par le London Session Orchestra avec l'ancien violoniste Wilf Gibson. Les cordes ont été arrangées par Nick Ingham et Noel Gallagher.
Une partie de la mélodie ressemblant fortement à How Sweet to Be an Idiot de Neil Innes, un accord à l'amiable fut trouvé entre EMI (label de Innes) et le camp Oasis. Innes est désormais crédité en tant que coauteur du morceau et bénéficie d'une partie des royalties. 
Whatever a souvent été jouée dans les concerts du groupe au cours des années 1990. Ils finissent le plus souvent la version live de la chanson avec des paroles adaptées et la mélodie de Octopus's Garden des Beatles. Lors de certains de leurs concerts, notamment à Maine Road et à Knebworth en 1996, l'harmoniciste Mark Feltham accompagne le groupe sur la chanson.

## Les faces B
La dernière face B du single, Slide Away, figurait déjà sur le premier album du groupe, Definitely Maybe. Les deux autres, (It's Good) To Be Free et Half the World Away, apparaissent par la suite sur la compilation de faces B, The Masterplan, sortie en 1998. Slide Away et Half the World Away sont ensuite également présents dans le best of du groupe sorti en 2006, Stop the Clocks, alors que Whatever n'y est pas inclus. 

## Liste des titres
- Single format CD

1. Whatever - 6:21
2. (It's Good) To Be Free - 4:18
3. Half the World Away - 4:25
4. Slide Away - 6:31

- Vinyle 7"

1. Whatever - 6:19
2. (It's Good) To Be Free - 4:18

- Vinyle 12"

1. Whatever - 6:19
2. (It's Good) To Be Free - 4:18
3. Slide Away - 6:31

- Cassette CRECS 195

1. Whatever - 6:19
2. (It's Good) To Be Free - 4:18

- EP Japonais ESCA 6127

1. Whatever
2. (It's Good) To Be Free
3. Fade Away
4. Listen Up
5. Half the World Away
6. I Am the Walrus (Live at the Cathouse Glasgow)